# 벳쿠촌
벳쿠촌(別宮村)은 이시카와현 노미군에 있던 촌이다.

## 역사
- 1889년 4월 1일 - 정촌제 시행에 의해 13촌의 구역을 가지고 벳쿠촌이 성립하였다.
- 1907년 8월 5일 - 노미군 벳쿠촌, 가와노촌, 요시하라촌이 합병해,노미군 도리고에촌이 성립하였다.

## 참고문헌
- 角川日本地名大辞典 17 石川県